# Банга, Радослав
Радослав Банга (чеш. Radoslav Banga, родился 27 марта 1982 года в Праге) — чешский хип-хоп исполнитель, певец и автор песен. Известен благодаря сольному выступлению под псевдонимом Gipsy и в группе Gipsy.cz.

## Биография

### Музыкальная карьера

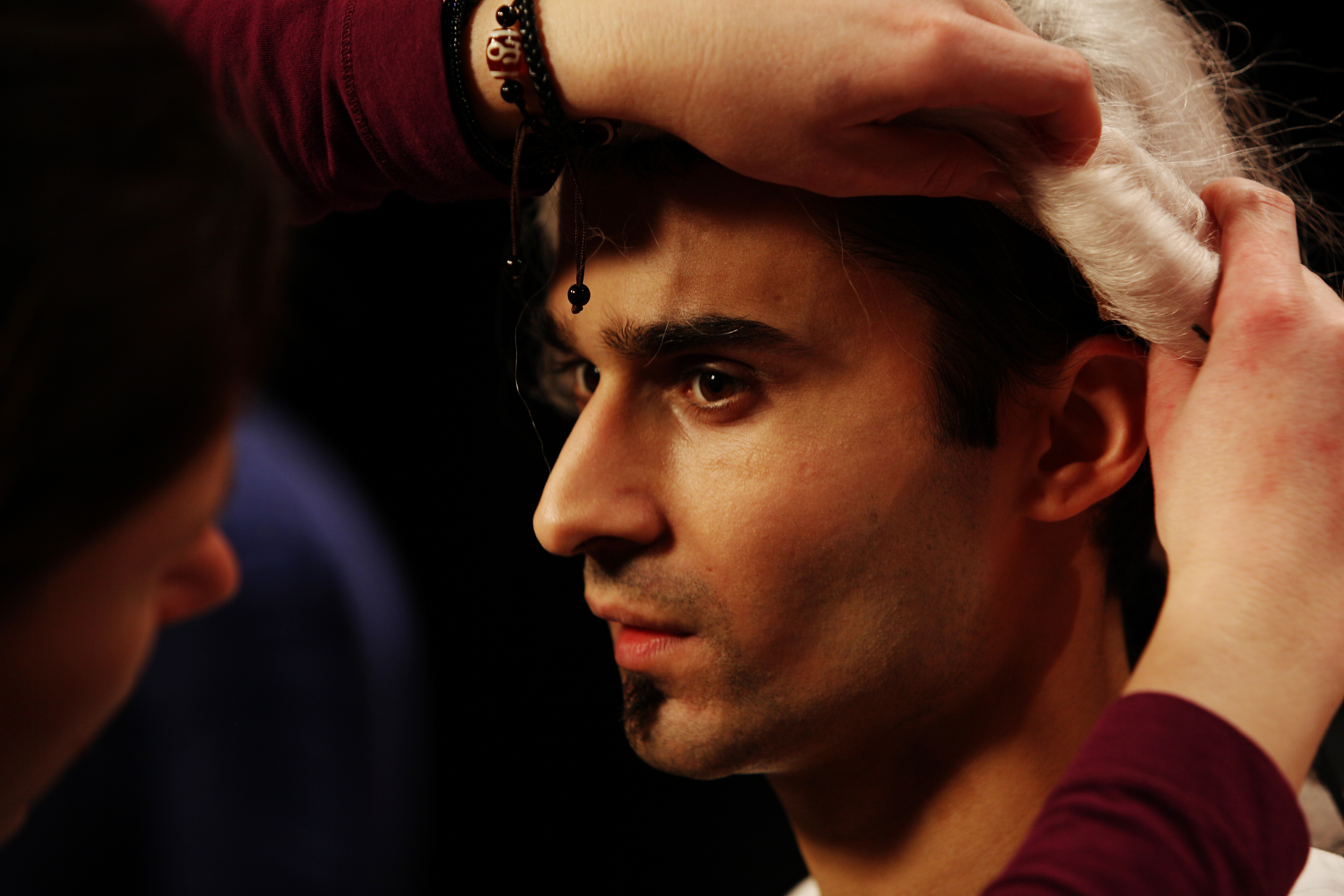
На съёмках клипа Do You Wanna (2009)

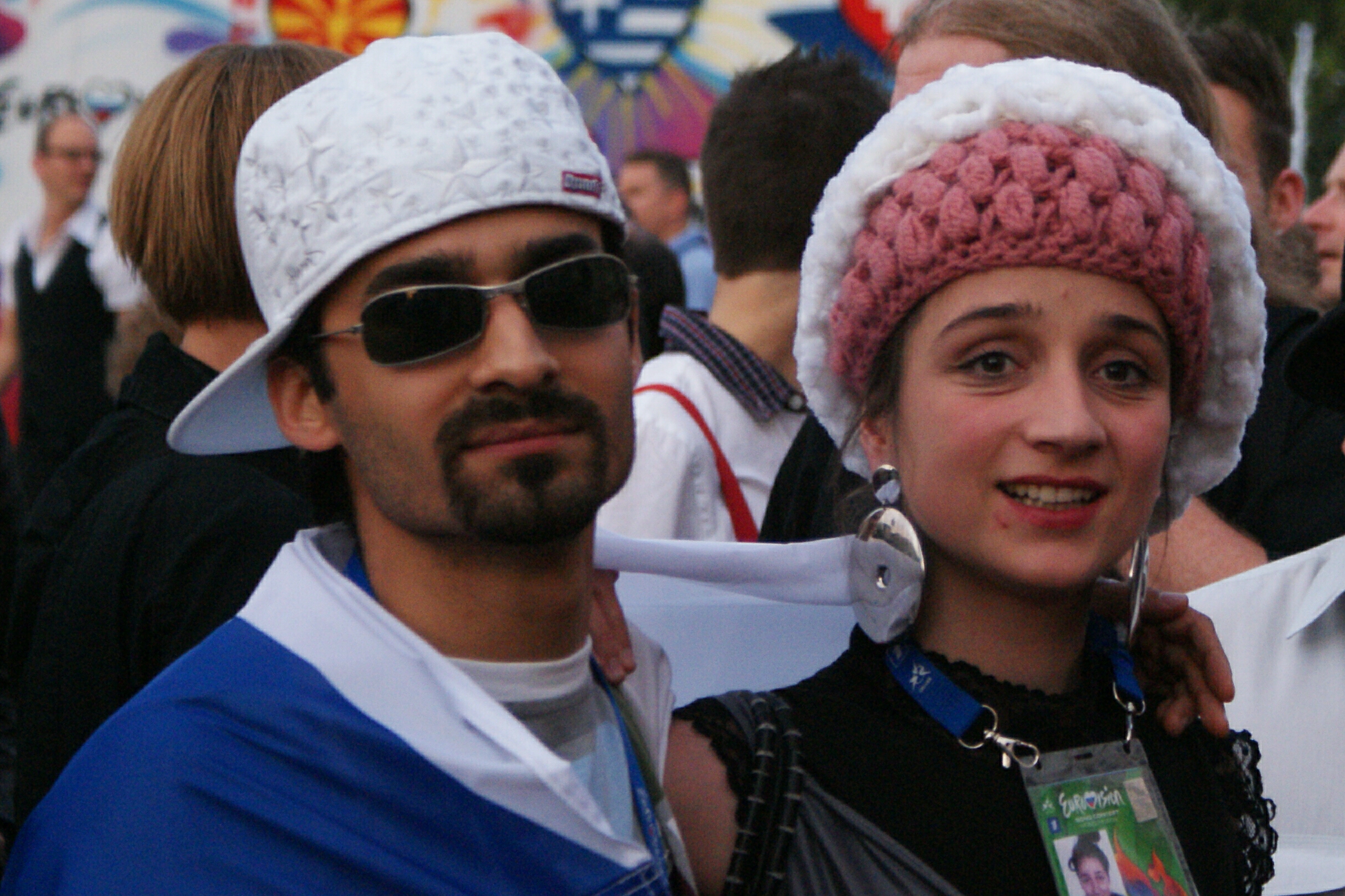
Радослав Банга и Ноэми Фиалова из Gipsy.cz

Банга предпринял первые попытки появиться на музыкальной сцене в 1994 году, однако не добивался успеха со своими демозаписями. В 1997 году он познакомился с DJ Smog и создал с ним группу Syndrom Snopp, которая стала выпускать свои альбомы под лейблом Paranormalz Cru. Gipsy стал главным продюсером в лейбле, с 2000 года при участии лейбла было выпущено более 30 альбомов андерграундного хип-хопа. Среди известных коллективов и исполнителей, сотрудничавших с этим лейблом, были Inside Cru, Pluto, Sax, Notes From Prague и Marpo. В 2000 году Банга под псевдонимом Ramonis дебютировал на поп-сцене, выпустив альбом Ramonis.cz; в сотрудничестве с лейблом BMG под псевдонимом Ramonis он написал текст песни «Letím ke hvězdám», которую позже исполняла Анета Лангерова, первая победительница чешского шоу талантов Česko hledá SuperStar, а также продюсировал дебютный альбом Busted R'n'B исполнителя Самера Иссы.
В 2004 году Бангой под псевдонимом Gipsy был выпущен альбом Ya favourite CD Rom, в котором Банга решил соединить элементы хип-хопа, брейкбита, фанка и цыганской музыки: в записи этого альбома участвовал цыганский скрипач Войтех Лавичка. В 2005 году вышел второй альбом Rýmy a blues, написанный в духе традиционного R'n'B. Сотрудничество с Лавичкой, который выступал изначально только на живых концертах, а не в записи, позже привело к образованию группы Gipsy.cz. В 2006 году вышел её дебютный альбом Romano Hip Hop, а группа завоевала ряд премий, в том числе престижнейшую Anděl Awards в номинации «Открытие года» и Filter в номинации «Концертный состав года».
В 2007 году Банга стал послом Европейского года в сфере равных возможностей, а его группа стала первой чешской группой, выступившей на фестивале Гластонбери. Также песня «Romano Hip Hop» попала в ротацию на чешском MTV. В том же году Банга был удостоен премии Союза охраны авторских прав. В 2008 году вышел второй альбом Gipsy.cz под названием Reprezent, занявший 3-е место в рейтинге лучших альбомов от World Music Charts Europe.
В 2009 году Банга в составе группы Gipsy.cz выступал на Евровидении-2009 в Москве, исполнив песню «Aven romale», однако не вышел в финал, заняв в своём полуфинале последнее место и не набрав ни одного балла от голосовавших телезрителей. В 2015 году он выступил в танцевальном шоу Stardance в паре с Терезой Буфковой и занял 4-е место. O rok dříve skládal písničky na nové album Hany Zagorové, písnička S tebou od Radka byla pilotním snímkem alba a stala se hitem. V roce 2021 se vydal na sólovou dráhu s albem Věci jinak pod svým vlastním jménem Radek Banga.

### Личная жизнь
Женат с 2012 года, супруга — Вероника Конопикова. Есть брат Патрик, родившийся в один день с Радославом — писатель. Двоюродный дед — писатель Дезидор Банга (чеш. Dezidor Banga).

## Дискография

### Альбомы
Syndrom Snopp
- Syndrom Snopp (1998)
- Syndrom Separace (2001)
- Syndrom Snopp 3.0 (2003)
- Syndrom Snopp Reloaded (2006)

Gipsy
- Ya Favourite CD Rom (2004)
- Rýmy a blues (2005)
- Autentik (2010)

Gipsy.cz
- Romano Hip Hop[чеш.] (2006)
- Reprezent (2008)
- Desperado (2011)
- Upgrade (2013)

Radek Banga
- Ramonis.cz (2000)
- Věci jinak (2021)

### Синглы
Radek Banga
- Plán (2020)
- Navždy spolu (2020)
- Nepošli to dál (2021)
- Placebo (2021)
- Sněhová vločka (2021)
- Otázky (2023)
- Prázdný Místo (2024)